# Seríndia
Serindia é um termo que combina Seres (China) e Índia e se refere a parte da Ásia também conhecida como Sinkiang ou turquestão chinês.